# Токовище (заказник)
Токовище — загальнозоологічний заказник місцевого значення. Об'єкт розташований на території Овруцького району Житомирської області, ДП «Словечанський лісгосп АПК», Бігунське лісництво, кв. 38.
Площа — 201 га, статус отриманий у 1991 році.